# Charles de Bousies de Rouveroy
Pour les autres membres de la famille, voir Maison de Bousies.
 Charles Alexandre, comte de Bousies de Rouveroy, né à Mons le 10 février 1789 et décédé le 26 décembre 1871, à Rouveroy, est un homme politique belge francophone libéral.

## Biographie
Charles-Alexandre de Bousies est le fils de  Ferry de Bousies, vicomte de Rouveroy, et d'Angélique Agnès d'Yve de Bavay. Il est le gendre de Florent-Théodore de Berlaymont.
Il fut auditeur au Conseil d'État (1810-1813), sous-préfet du département de l'Ourthe (1811-1814), membre du Congrès national (1830-1831), sénateur,, élu par l’arrondissement de Soignies (1831-1843) et par celui de Thuin de (1843-1848). Il est président du Conseil de la fabrique d'église de Rouveroy de 1849 à 1852. Il fut bourgmestre de Rouveroy (1824-1867). Il redevient membre de la fabrique d'église de Rouveroy en 1867, et ce, jusqu'à sa mort.
Il est inhumé dans la crypte de l'église Saint-Rémi et Saint-Médard de Rouveroy, aux côtés de ses ancêtres. Un portrait de lui se trouve dans l'église, au-dessus de son épitaphe.